# 松風 (初代神風型駆逐艦)
|          |                                                                       |
| 艦歴     |                                                                       |
| 計画     | 明治37年度臨時軍事費                                                  |
| 起工     | 1905年9月25日                                                         |
| 進水     | 1906年12月23日                                                        |
| 就役     | 1907年2月16日                                                         |
| その後   | 1912年8月28日三等駆逐艦                                               |
| 除籍     | 1924年4月1日                                                          |
| 性能諸元 |                                                                       |
| 排水量   | 常備：381t 満載：450t                                                 |
| 全長     | 69.2メートル                                                          |
| 全幅     | 6.6メートル                                                           |
| 吃水     | 1.8メートル                                                           |
| 機関     | レシプロエンジン2基2軸、6,000hp                                       |
| 最大速力 | 29ノット                                                              |
| 航続距離 | 11ノット/850カイリ                                                    |
| 乗員     | 70人                                                                  |
| 兵装     | 80mm（40口径）単装砲 2門 80mm（28口径）単装砲 4門 450mm魚雷発射管 2門 |

松風（まつかぜ）は、大日本帝国海軍の駆逐艦で、神風型駆逐艦 (初代)の7番艦である。同名艦に神風型駆逐艦 (2代)の「松風」があるため、こちらは「松風 (初代)」や「松風I」などと表記される。

## 艦歴
1905年（明治38年）2月15日、命名（製造番号第7号）。同年9月25日、三菱長崎造船所で起工。または1904年9月1日起工。船番173。1906年（明治39年）12月23日、進水。同月26日、駆逐艦に類別。1907年（明治40年）2月16日、竣工。
第一次世界大戦では、青島の戦いに参加し、シンガポール方面の警備に従事。シベリア出兵時には沿海州の沿岸警備を行った。
1924年（大正13年）4月1日、除籍。

## 艦長
※『日本海軍史』第9巻・第10巻の「将官履歴」及び『官報』に基づく。
駆逐艦長
- （兼）横尾尚 少佐：1907年2月9日 - 4月5日
- 園田繁喜 大尉：1907年4月5日 - 1909年2月20日
- （兼）春日正量 大尉：1909年2月20日 - 7月30日
- （兼）黒田勇吉 大尉：1909年7月30日 - 12月1日
- 園田義治 大尉：1909年12月1日 - 1911年5月23日
- 園田信正 大尉：1911年5月23日 - 1913年12月1日
- 前田数馬 大尉：1913年12月1日 - 不詳
- 緒方末記 少佐：不詳 - 1916年12月1日
- （兼）太田増右衛門 大尉：1916年12月1日 - 1917年3月1日
- 石井先知 大尉：1917年3月1日 - 1918年12月1日[9]
- 川村久右衛門 大尉：1918年12月1日[9] - 1920年2月10日[10]
- （兼）鈴木清 大尉：1920年2月10日[10] - 1920年3月15日[11]
- 工藤泉介 大尉：1920年3月15日[11] - 1920年11月12日[12]
- 奥信一 大尉：1920年11月12日 - 1921年12月1日
- 佐藤慶蔵 大尉：1921年12月1日[13] - 1922年7月20日[14]
- 山上誠一 大尉：1922年7月20日[14] - 1923年1月20日[15]
- 遠藤昌 大尉：1923年1月20日[15] - 11月1日[16]